# Valea Negrilesii, Alba
Valea Negrilesii este un sat în comuna Bucium din județul Alba, Transilvania, România.